# Tan Wee Kiong
Tan Wee Kiong, född den 21 maj 1989 i Tangkak, är en malaysisk badmintonspelare.
Han tog OS-silver i herrdubbel i samband med de olympiska badmintonturneringarna 2016 i Rio de Janeiro..